# أوتو فريدمان كيرنبيرغ
أوتو فريدمان كيرنبيرغ (بالألمانية: Otto Kernberg)‏ (ولد في 10 سبتمبر 1928)، محلل نفسيأمريكي-نمساوي وأستاذ في الطب النفسي في كلية وايل كورنيل للطب. وهو معروف على نطاق واسع بنظرياته للتحليل النفسي حول تنظيم الشخصية الحدية و النرجسية المرضية. بالإضافة إلى ذلك فقد كان عمله يتمحور بشكل رئيسي على دمج علم نفس الأنا ما بعد الحرب (الذي تم تطويره في المقام الأول في الولايات المتحدة والمملكة المتحدة) مع التوجه الكلايني ونظرية علاقات الموضوع (التي تم تطويرها بشكل أساسي في المملكة المتحدة وأمريكا الجنوبية). كانت كتاباته التكاملية تتمحور بشكل رئيس على تطوير نظرية العلاقة بالموضوع، وهي نظرية تحليلية ربما تكون النظرية الأكثر قبولًا على نطاق واسع بين المحللين النفسيين الحديثين.

## سيرته الذاتية
ولد كيرنبيرغ في فيينا وهرب هو وعائلته من ألمانيا النازية عام 1939 فهاجروا إلى تشيلي. درس علم الأحياء والطب وبعد ذلك الطب النفسي والتحليل النفسي في جمعية التحليل النفسي التشيلية. جاء لأول مرة إلى الولايات المتحدة في عام 1959 على زمالة مؤسسة روكفلر لدراسة البحث في العلاج النفسي مع جيروم فرانك في مستشفى جونز هوبكنز. في عام 1961 هاجر إلى الولايات المتحدة لينضم إلى مستشفى ميموريال مينينجر، وأصبح فيما بعد مديرًا للمستشفى. كان محلل الإشراف والتدريب في معهد توبيكا للتحليل النفسي ومدير مشروع أبحاث العلاج النفسي لمؤسسة مينينجر. في عام 1973 انتقل إلى نيويورك حيث كان مديرًا للخدمة السريرية العامة لمعهد نيويورك للطب النفسي. في عام 1974 تم تعيينه أستاذًا للطب النفسي السريري في كلية الأطباء والجراحين بجامعة كولومبيا ومحللاً للتدريب والإشراف في مركز جامعة كولومبيا للتدريب والبحث في التحليل النفسي. في عام 1976 تم تعيينه أستاذا للطب النفسي في جامعة كورنيل ومدير معهد اضطرابات الشخصية في مستشفى نيويورك-مركز كورنيل الطبي. كان رئيسًا للجمعية الدولية للتحليل النفسي من 1997 إلى 2001. تزوج من بولينا كيرنبيرج، طبيبة نفسية للأطفال وبروفسيورة في كورنيل أيضًا إلى أن توفيت في عام 2006.
كانت مساهماته الرئيسية في مجالات الاضطرابات النرجسية ونظرية العلاقة بالموضوع واضطرابات الشخصية. طور إطارًا جديدًا ومفيدًا لتنسيق اضطرابات الشخصية حسب أبعاد التنظيم الهيكلي والشدة. حصل على جائزة 1972 هاينز هارتمن من جمعية ومعهد نيويورك للتحليل النفسي وحصل أيضًا على جائزة إدوارد أ. ستريكر 1975 من معهد مستشفى بنسلفانيا وجائزة جورج إي دانيلز للاستحقاق العام 1981 من جمعية طب التحليل النفسي.

## العلاج النفسي المرتكز على التحويل
صمم أوتو كيرنبرج شكلًا مكثفًا من العلاج النفسي للتحليل النفسي المعروف باسم العلاج النفسي المركّز على التحويل، والذي يهدف إلى أن يكون مناسبًا لمرضى تنظيم الشخصية الحدية. يوصف هؤلاء المرضى بأنهم يعانون ما يسمى بـ «الانقسامات» في عواطفهم وتفكيرهم، والهدف المقصود من العلاج هو التركيز على دمج الأجزاء المنقسمة من تمثلات الذات والموضوع.
يتضمن العلاج النفسي الذي يركز على التحويل جلستين إلى ثلاث جلسات 45 أو 50 دقيقة في الأسبوع. خلال هذه الجلسات يُرى الفرد على أنه فرد يحمل تصورات داخلية غير متسقة ومتناقضة للذات وهامات أخرى مشحونة بشكل مؤثر. يسمى الدفاع ضد هذه العلاقات الداخلية المتناقضة تعدد الهوية ويؤدي إلى علاقات مضطربة مع الآخرين ومع الذات.